# 63 Nassau Street
63 Nassau Street es un edificio histórico ubicado en Nassau Street entre las calles Fulton y John en el Distrito Financiero de Manhattan, Nueva York. Fue construido en estilo italiano hacia 1844, y se añadió su fachada de hierro fundido, atribuida a James Bogardus, en 1857-59, lo que lo convirtió en uno de los primeros edificios de hierro fundido de la ciudad. La atribución a Bogardus, un pionero en el uso arquitectónico del hierro fundido, se debe a los medallones de Benjamin Franklin idénticos a los de otros cuatro proyectos de Bogardus, todos ahora demolidos. George Washington también estuvo una vez representado con medallones.
Es un ejemplo del trabajo de Bogardus, uno de los cinco edificios conocidos de Bogardus en Estados Unidos. Fue designado hito de Nueva York el 15 de mayo de 2007.

## Detalle estructural
La fachada frontal de hierro fundido de estilo italiano de 5 pisos y 3 bahías se compuso originalmente de arcadas superpuestas, con una arcada de 2 pisos coronada por una cornisa foliada intermedia modulada, coronada por una arcada de 3 pisos. Las arcadas están formadas por columnas corintias estriadas alargadas (ahora faltan la mayoría de las hojas de los capiteles); molduras de cuerda, que también rodean los paneles de enjuta; arcos moldeados con claves facetadas y revelaciones con paneles moldeados; y enjutas foliadas. La planta baja se modificó por primera vez en 1919.
Entre el segundo y tercer piso, el edificio presentaba una serie de retratos de George Washington y Benjamín Franklin rodeados de guirnaldas fundidos, como el resto de la fachada, en hierro. Los dos retratos de Washington faltan en la fachada en 2008. Una vez aparecieron retratos similares en otros dos edificios de Bogardus, el edificio de The Baltimore Sun en Baltimore, Maryland, y el edificio de Nueva York de Harper & Brothers. Ambos edificios han sido demolidos.
La fachada se remata con una cornisa foliada modillificada de amplia proyección sostenida por una mesonera. Las ventanas eran originalmente una hoja de madera de doble guillotina de dos sobre dos. Estos fueron reemplazados por ventanas abatibles de madera con travesaños antes de 1928 en los tres pisos superiores, y por ventanas de un solo panel en el segundo piso durante la década de 1980. La fachada norte consta de una entrada profundamente empotrada con puerta de vidrio y travesaño, vidrieras flanqueantes colocadas sobre bases empotradas y un piso de mosaico. Una banda de señalización metálica se extiende parcialmente hacia el segundo piso. El escaparate sur de metal y vidrio no es histórico, con un toldo fijo.